# 376 Геометрија
376 Геометрија (лат. 376 Geometria) је астероид главног астероидног појаса. Приближан пречник астероида је 34,91 km,
а средња удаљеност астероида од Сунца износи 2,289 астрономских јединица (АЈ).
Инклинација (нагиб) орбите у односу на раван еклиптике је 5,430 степени, а орбитални период износи 1265,081 дана (3,463 године). Ексцентрицитет орбите астероида износи 0,170.
Апсолутна магнитуда астероида износи 9,49 а геометријски албедо 0,232.
Астероид је откривен 18. септембра 1893. године.